# Chuquiraga jussieui
Chuquiraga jussieui é uma espécie de planta com flor da família Asteraceae. É endêmica do Equador e Peru. É um arbusto baixo, atingindo uma altura de cerca de 75 cm. As flores são amarelo pálido ou laranja.